# Кавалер Золотой Звезды
«Кавале́р Золото́й Звезды́» — советский художественный фильм кинорежиссёра Юлия Райзмана, снятый в 1950 году в СССР по одноимённому роману С. П. Бабаевского о трудовых свершениях и любви воина-фронтовика, Героя Советского Союза Сергея Тутаринова. Премьера состоялась 9 июля 1951 года.

## Сюжет
Воин-фронтовик Сергей Тутаринов, Герой Советского Союза, возвращается после Великой Отечественной войны в родную станицу на Ставрополье, как он сначала считал, ненадолго, но, ознакомившись с жизнью района, остаётся, чтобы восстановить хозяйство, разрушенное во время войны. Сергей предлагает «пятилетний план», включающий строительство электростанции. Председатель райисполкома, старый красный боец, выступает против, но Сергея поддерживают секретари райкома и крайкома, его план обсуждает и одобряет трудовой народ станицы. Сергей получает должность председателя райисполкома, и, проявив способности настоящего руководителя, добивается успеха в работе. Непросто складываются его отношения с девушкой Ириной, с которой он познакомился, возвращаясь в станицу.

## В ролях
- Сергей Бондарчук — Сергей Тимофеевич Тутаринов
- Анатолий Чемодуров — Семён Афанасьевич Гончаренко
- Кира Канаева — Ирина Ивановна Любашёва
- Борис Чирков — Павел Петрович Кондратьев, секретарь райкома
- Николай Комиссаров — Фёдор Лукич Хохлаков, председатель райисполкома
- Владимир Ратомский — Степан Петрович Рагулин, председатель колхоза
- Константин Светлов — Савва Несторович Остроухов, председатель стансовета
- Николай Гриценко — Алексей Степанович Артомашов, председатель колхоза
- Иван Переверзев — Андрей Петрович Бойченко, секретарь крайкома
- Пётр Кирюткин — Прохор Ненашев
- Даниил Ильченко — Тимофей Ильич, отец Тутаринова
- Мария Яроцкая — Василиса Ниловна, мать Тутаринова
- Тамара Носова — Анфиса, сестра Тутаринова
- Степан Каюков — Рубцов-Емницкий, директор районной потребкооперации
- Александра Панова — Марфа Любашёва
- Борис Битюков — Виктор Грачёв, инженер-строитель
- Галина Фролова — соседка
- Игорь Безяев — шофёр

## Съёмочная группа
- Автор сценария: Борис Чирсков
- Режиссёр-постановщик: Юлий Райзман
- Оператор: Сергей Урусевский
- Художник-постановщик: А. Пархоменко
- Композитор: Тихон Хренников

## Похожие фильмы
- 1950 — Кубанские казаки
- 1950 — Щедрое лето